# (16192) Laird
(16192) Laird (2000 AU207) – planetoida z pasa głównego asteroid okrążająca Słońce w ciągu 3,51 lat w średniej odległości 2,31 j.a. Odkryta 4 stycznia 2000 roku.